# Cybocephalus aleyrodiphagus
Cybocephalus aleyrodiphagus is een keversoort uit de familie Cybocephalidae. De wetenschappelijke naam van de soort is voor het eerst geldig gepubliceerd in 1997 door Kirejtshuk, James & Heffer.